# Бернетти, Томмазо
Томмазо Бернетти (итал. Tommaso Bernetti; 29 декабря 1779, Фермо, Папская область — 21 сентября 1852, там же) — итальянский куриальный кардинал. Папский про-легат в Ферраре с 6 июля 1815 по 6 сентября 1816. Губернатор Рима и Вице-камерленго Святой Римской Церкви с 7 июня 1820 по 2 октября 1826. Папский легат в Равенны с 27 июня 1827 по 17 июня 1828. Государственный секретарь Святого Престола с 17 июня 1828 по 10 февраля 1829. Апостольский легат в провинции Болоньи с 7 апреля 1829 по 21 февраля 1831. Про-государственный секретарь Святого Престола с 21 февраля по 10 августа 1831. Государственный секретарь Святого Престола с 10 августа 1831 по 20 января 1836. Вице-канцлер Святой Римской Церкви и Соммиста апостольских писем с 24 декабря 1843 по 21 марта 1852. Кардинал-дьякон с 2 октября 1826, с титулярной диаконией Сан-Чезарео-ин-Палатио с 25 июня 1827 по 22 января 1844. Кардинал-священник с титулом церкви Сан-Лоренцо-ин-Дамазо pro illa vice с 22 января 1844.

## Томмазо Бернетти в России
Для восстановления контактов Ватикана с Россией папа Лев XII решает направить своего посланника на коронацию Николая I. В июне 1826 года  этим посланником  становится губернатор Рима Томмазо Бернетти.  Однако, оказавшись на территории Российской Империи, он надолго заболел, в результате чего  так и не смог присутствовать ни на коронации в сентябре 1826 года, ни на последовавшем за ней дипломатическом приеме. Он вынужден был передать папское поздравительное послание русскому министру иностранных дел Нессельроде, чтобы тот вручил его царю.  Тем не менее в последующем легат все же  получил широкую возможность ознакомиться с положеннием в России.
На прощальной аудиенции 22 октября 1826 года царь подчеркивал, что питает к папе чувства уважения и дружбы. Николай I не ограничился только словами: Бернетти получил Орден Белого орла и стал кардиналом.
Правда, его мнение о положении дел римско-католи¬ческой церкви в России было резко отрицательным. Особенно не по душе пришлись
легату ее подчиненное положение, а также  деятельность духовной коллегии в Петербурге, которая не слишком активно поддерживала прямую связь с Римом. Не было в России и нунция, через которого папа мог бы непосредственно вмешаться в дела страны. 